# Коммерцбанк-Тауэр
Коммерцбанк-Тауэр (англ. Commerzbank Tower) — небоскрёб в центре Франкфурта-на-Майне. Построенный в 1997 году небоскрёб высотой 259 м, а вместе с антенной — почти 300 м, обогнал 257-метровый небоскрёб «Мессетурм», став самым высоким зданием Европы. Но в 2003 году он отдал свой титул зданиям «Триумф-Палас» в Москве. Ныне является самым высоким зданием Германии и 21-м по высоте в Европе.
Небоскрёб находится на площади Кайзерплац, в непосредственной близости от него расположены небоскрёбы Eurotower, Майнтауэр, Dresdner Bank, Japan Center и Gallileo. Также рядом расположен пятизвёздочный отель «Франкфуртер Хоф» (нем. Frankfurter Hof).

## Строительство
Согласно проекту, принятому в июне 1991 года, здание стоит на 111 сваях, ушедших на глубину 48,5 м, составляет 65 этажей (45 из которых — офисы) общей площадью 120 тыс. м² и общим объёмом помещений 538 000 м³. Здание весит 200 000 тонн, из них вес стальных конструкций — 18 800 тонн, что вдвое превышает вес Эйфелевой башни в Париже. Проект небоскрёба создан английским архитектором Норманом Фостером.
В плане здание представляет собой равносторонний треугольник со скруглёнными углами и слегка выпуклыми 60-метровыми боковыми фасадами, окружающими внутренний атриум высотой 160 м (43 этажа). Атриум разделён на девять тематических садов, каждый площадью 450 м² и высотой 15 м, расположенных по спирали. Каждый сад олицетворяет собой определённую флору с её типичными представителями. Восточная сторона: полупустыня, западная сторона: горы, южная сторона: тропический лес.
Крыша здания выполнена асимметрично. Площадь этажа составляет 1700 м². На крыше (53-й этаж) есть небольшая смотровая площадка, вмещающая до 40 человек. Попасть на неё можно на пожарном лифте только по специальному разрешению. В здании 16 лифтов грузоподъёмностью 1600 кг. В каждом отсеке имеется по два стеклянных лифта с видом наружу.
Почти все внешние стены выполнены из стекла. Двойной фасад обеспечивает поступление свежего воздуха в систему кондиционирования. Здание построено с учётом экологических норм и требований энергосбережения, так, например, в туалетах не предусмотрено горячее водоснабжение.
На шести нижних этажах располагаются вестибюль, службы безопасности и технические службы.
В нижней части здания на площади 1060 м² находится комплекс предприятий питания «Плаза», использующийся также для проведения различных мероприятий. Но доступа в саму башню нет, как и смотровой площадки для желающих. Собственником здания является «Commerzbank», в нём размещаются его офисы и службы.